# Phaeochoropsis diplothemiifolii
Phaeochoropsis diplothemiifolii är en svampart som först beskrevs av Bat. & F. Peres, och fick sitt nu gällande namn av K.D. Hyde & P.F. Cannon 1999. Phaeochoropsis diplothemiifolii ingår i släktet Phaeochoropsis och familjen Phaeochoraceae.   Inga underarter finns listade i Catalogue of Life.